# Creal Springs
Creal Springs és una població dels Estats Units a l'estat d'Illinois. Segons el cens del 2000 tenia 702 habitants.

## Demografia
Segons el cens del 2000, Creal Springs tenia 702 habitants, 292 habitatges, i 186 famílies. La densitat de població era de 273,8 habitants/km².
Dels 292 habitatges en un 25,7% hi vivien nens de menys de 18 anys, en un 45,9% hi vivien parelles casades, en un 13% dones solteres, i en un 36,3% no eren unitats familiars. En el 32,9% dels habitatges hi vivien persones soles el 14,4% de les quals corresponia a persones de 65 anys o més que vivien soles. El nombre mitjà de persones vivint en cada habitatge era de 2,28 i el nombre mitjà de persones que vivien en cada família era de 2,94.
Per edats la població es repartia de la següent manera: un 23,4% tenia menys de 18 anys, un 9% entre 18 i 24, un 25,2% entre 25 i 44, un 23,8% de 45 a 60 i un 18,7% 65 anys o més.
L'edat mediana era de 39 anys. Per cada 100 dones de 18 o més anys hi havia 95,6 homes.
La renda mediana per habitatge era de 25.272 $ i la renda mediana per família de 29.583 $. Els homes tenien una renda mediana de 26.250 $ mentre que les dones 17.125 $. La renda per capita de la població era de 13.483 $. Aproximadament el 18,8% de les famílies i el 23,7% de la població estaven per davall del llindar de pobresa.

## Poblacions properes
El següent diagrama mostra les poblacions més properes.